# Microhyla orientalis
Espèce
Microhyla orientalis est une espèce d'amphibiens de la famille des Microhylidae.

## Répartition
Cette espèce est endémique de Bali en Indonésie.

## Publication originale
- Matsui, Hamidy & Eto, 2013 : Description of a new species of Microhyla from Bali, Indonesia (Amphibia, Anura). Zootaxa, no 2670, p. 579-590.